# Repúblicas Irmãs

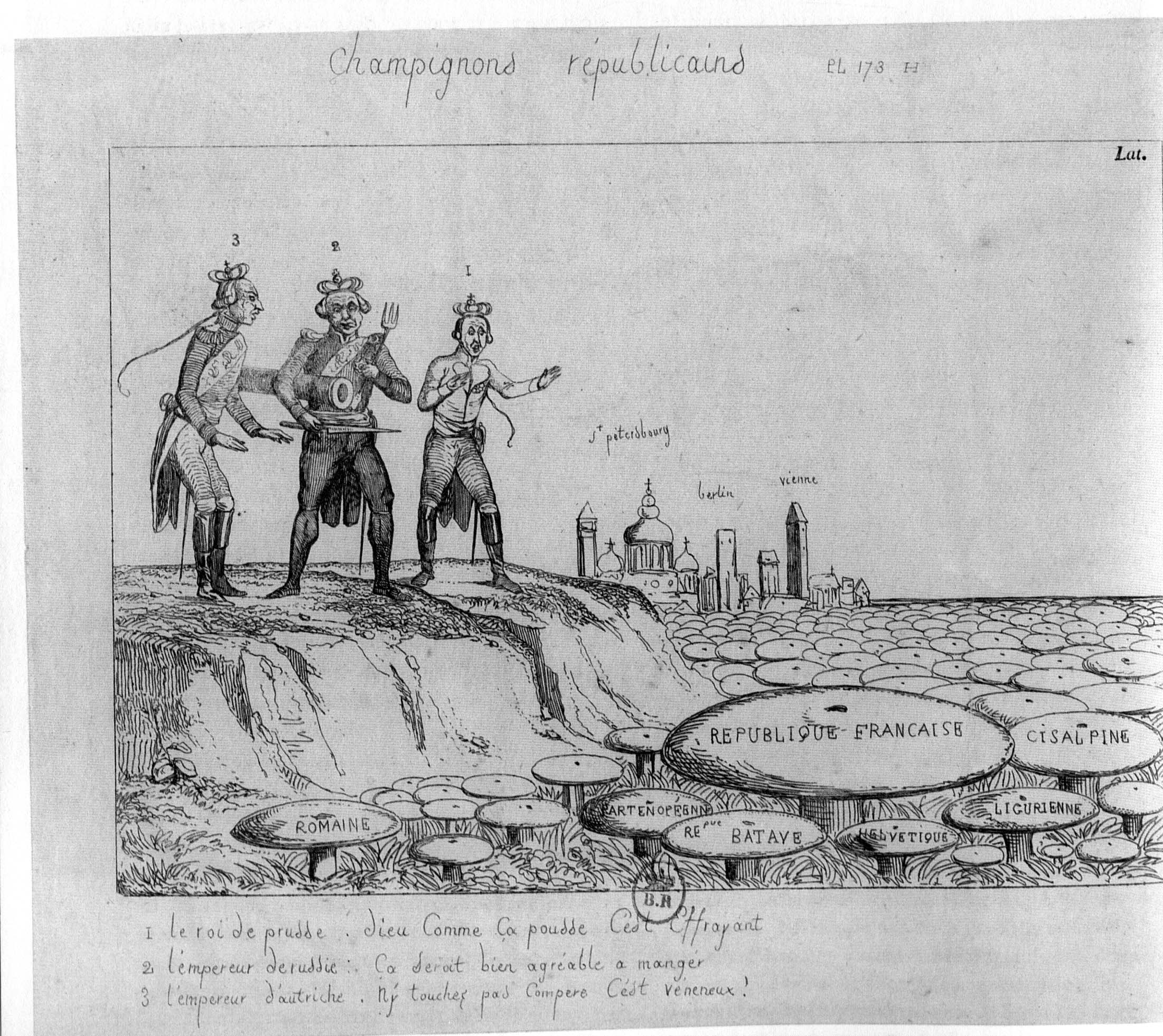
Caricatura francesa de 1799 intitulada "Cogumelos republicanos" que mostra os monarcas europeus rodeados pelas "repúblicas irmãs" que tinham nascido como setas à volta da República Francesa

São denominadas como República Irmãs ou como Repúblicas Jacobinas alguns estados apoiados pelos exércitos franceses nos territórios "libertados" por eles durante as Guerras revolucionárias francesas durante o período do Diretório (1795-1799) da Primeira República Francesa. Tratava-se de estados satélites organizados segundo o modelo da Constituição do ano III e nos que implantaram os princípios da Revolução francesa. Durante a época napoleónica (1799-1814) foram incorporadas no Império francés.

## História
Após a proclamação da República Francesa, a Convenção ofereceu, em 19 de novembro de 1792 "fraternidade e ajuda a todos os povos que desejassem recuperar a sua liberdade". Durante a guerra contra a Primeira Coligação, formada após a execução do rei Luis XVI (janeiro de 1793), os generais e os representantes em missão nos exércitos revolucionários recebem ordem de "que destruam o Antigo Regime" nos territórios que ocupam, mas que "deixem que cada povo se governasse a si próprio". Assim, quando os exércitos franceses se aproximam de Mogúncia proclamam que "o soldado oferece ao povo, com uma mão o símbolo da paz e com a outra sepulta as suas armas no peito dos seus opressores...".
Iniciou-se então, no seio da Convenção, um debate sobre o estatuto legal dos territórios "libertados". Contavam com o antecedente da cidade papal de Avinhão e do território anexo, o condado Venaissin, que tinham solicitado a sua incorporação no Reino de França após a celebração dum referendo em 11 de janeiro de 1790; a sua anexação fora aceite em 13 de dezembro de 1791. Assim, quando as tropas francesas penetraram nos Países Baixos Austríacos durante a Guerra da Primeira Coligação, em princípios de 1793, proclamaram que vinham ajudar o povo a conquistar a sua liberdade, mas logo anexaram os territórios à República Francesa em 30 de março. O mesmo sucedeu em Nice e na Saboia, territórios da Casa de Saboia que acabaram incorporadas na França. Sorte diferente tiveram os domínios do bispado de Basileia que se convertem na República Rauraciana em 20 de março de 1793.
Sob o regime do Diretório é decidido que os territórios conquistados, transformados em "repúblicas irmãs", deveriam ser uma espécie de estados tampões que protegeriam a República Francesa. Assim inicia-se uma política expansionista dirigida a garantir a segurança da França que atingiria as suas "fronteiras naturais", em especial no Reno. Adicionalmente, estas "repúblicas irmãs" não só deveriam ocupar-se do aprovisionamento do exército francês como também pagavam contribuições de guerra a utilizar para sanear o deficitário orçamento francês. Por último, também constituiriam novos mercados para os produtos franceses.
A primeira "república irmã", constitui-se sob a Convenção termidoriana no território das Províncias Unidas em 16 de maio de 1795 com o nome de República Batava. Sob o Diretório o general Napoleão Bonaparte funda, no norte de Itália, em 15 de outubro de 1796, a República Cispadana. No ano seguinte adiciona-se-lhe a Lombardia, conquistada aos austríacos por Bonaparte, nascendo assim a República Cisalpina cuja Constituição toma como modelo a Constituição do ano III. Nesse mesmo ano (1797) nasce em Génova a República Lígur.
Em janeiro de 1798 as tropas do Diretório ajudam a fundar a República Helvética, anexando à França Mulhouse e Genebra. O mesmo fazem no mês seguinte aos Estados Pontifícios, onde é estabelecida a República Romana e, em setembro, no Piemonte . Em janeiro de 1799 o rei de Nápoles avança sobre Roma mas é obrigado a retirar-se, refugiando-se, por fim, na Sicília. Com o apoio do exército francês os "patriotas" napolitanos proclamam a República Partenopeia.
Apesar disso, as vitórias da Segunda Coligação obrigam os exércitos franceses a abandonar as "repúblicas irmãs". Quando Napoleão recupera esses territórios, restaura algumas delas, como a República Batava, a República Italiana ou a República Lígur, mas não a República Romana nem a República Partenopeia. Finalmente, entre 1806 e 1808, as repúblicas irmãs desaparecem ao serem integradas por Napoleão no Império Francês.

## Lista das repúblicas irmãs
A regime revolucionário francês teve abordagens variáveis de acordo com os tempos e com o lugar em que ocorreram os diferentes movimentos revolucionários noutros estados. Um certo número de repúblicas irmãs da Primeira República Francesa foram, assim, constituídas mas tiveram existência efémera sendo, por fim, absorvidos como departamentos primeiro da República e, depois, do Império, que as transformou em reinos e principados a distribuir por membros da família Bonaparte.
|                                                      |                                                |                                                     |
| 1796: Itália setentrional antes da invasão francesa. | 1803: Repúblicas irmãs na Itália setentrional. | 1806: Repúblicas irmãs substituídas por monarquias. |

- República de Alba (em Alba, Piemonte) (25/26- 28 de Abril de 1796)
- República Anconitana (nas Marcas) (17 de Novembro de 1797-7 de Março de 1798)
- República Batava (nas Províncias Unidas) (1795-1806)
- República Bergamasca (em Bérgamo) (1797)
- República Bolonhesa (em Bolonha) (1798)
- República Bulhonesa (em Bulhão) (1794-1795)
- República Bresciana (em Bréscia) (1797)
- República Cisalpina (na Lombardia) (1797-1802), rebatisada República Italiana em 1802
- República Cispadana (na Emília Romanha) (1796-1797)
- República Cisrenana (na Renânia) (1797)
- Republica de Connaught (na Irlanda) (1798)
- República Cremasca (em Cremona) (1797), dura dois meses antes de ser anexada à República Cisalpina
- República de Danzigue (em Danzigue) (1807-1814)
- República Etrusca (na Toscana) (1799)
- República Helvética (na Suiça) (1798-1803)
- República Ilíria (na Carníola, Ístria e Dalmácia) (1809)
- República Italiana (na Lombardia, Veneto e Emília Romanha) (1802-1805)
- República Lémanica (em Vaud) (1798)
- República de Liège (no antigo Principado-Bispado de Liège) (1789-1791)
- República Lígur (na Liguria) (1796-1805)
- República de Luca (em Luca) (1799, e 1801-1805)
- República de Mogúncia (em Mogúncia) (1792-1793)
- República Partenopeia (ou República napolitana) (em Nápoles) (1799)
- República de Pescara (em Pescara) (1799)
- República Piemontesa (no Piemonte) (1798-1799)
- República Rauraciana (cantão de Basileia, cantão de Berna, cantão do Jura e Departamento de Doubs) (1792-1793)
- República Rodaniana (no Valais) (1802-1810)
- República Romana (nos Estados Pontifícios) (1798-1799)
- República Subalpina (no Piemonte) (1800-1802)
- Confederação Suiça (na Suiça) (1803-1815)
- República Tiberina (em Perúsia) (1798-1799)
- República Transpadana (na Lombardia) (1796-1797)